# 李固
李 固（り こ、93年 - 147年）は、後漢の学者・政治家。字は子堅。漢中郡南鄭県の人。祖父は国子博士李頡。父は司徒の李郃。子は李基、李茲、李燮。娘は李文姫（李燮の姉・同郡の趙伯英の妻）。

## 経歴
幼少にして学問を好み、長安において令名を博した。
司隷や益州での任官を求められたがいずれも応じなかった。
132年（陽嘉2年）の天災に際しその対策を上奏、安帝の失政をはじめ、官僚の腐敗や宦官・外戚の専横を糾弾したことに満足した順帝により議郎に用いられたが讒言によって失職の憂き目を見た、
大将軍であった梁商は李固の才能を惜しみ広漢郡の雒県県令に任用したが、任地に赴任する途中で李固は辞職、故郷に戻り周囲との交際を絶つ。
その後再び梁商により従事侍郎に任用され朝政に参加したが、永和年間に荊州刺史となり治績を上げるも梁商の子である梁冀と反目したことから泰山太守に左遷されている。
その後、泰山郡での治績が認められ中央に召還され将作大匠に任命された。
その後大司農に昇進し考試の粛正を実施するなど漢朝中枢で大きな役割を果たした。
144年（建康元年）8月6日、順帝の崩御により沖帝（劉炳）が即位すると太尉に昇進した。
145年（永憙元年）1月6日、即位間もなく沖帝も崩御すると後継問題で大将軍梁冀と争うようになり、桓帝の即位後、権勢を強めた梁冀に誅殺された。享年54。
子の李基・李茲も後に獄死しているが、13歳だった李燮のみ、三兄妹が謀って李固の門生・王成に「六尺（15歳以下）の孤児（李燮）を、あなたに委ねる。李氏の存滅は、あなた次第だ」と託した。王成は長江を下り、徐州で酒屋を営み、難を逃れた。